# Кампиони, Иниго
Иниго Кампиони (итал. Inigo Campioni; 12 ноября 1878, Виареджо — 24 мая 1944, Парма) — итальянский адмирал Королевских ВМС Италии, участник итало-турецкой, Первой и Второй мировых войн, Командующий итальянским флотом.

## Биография
Военную службу начал с 14 ноября 1893 года, поступив в Королевскую Военно-морскую академию в Ливорно. После завершения обучения в 1896 году с одновременным присвоением воинского звания мичмана, получил назначение на флот. В 1898 году присвоено очередное звание энсина, а в 1905 году — лейтенанта.
Лейтенант Иниго Кампиони участвовал в итало-турецкой войне 1911—1912 годов, проходя службу на броненосном крейсере «Амальфи».
В Первой мировой войне служил на борту линейных кораблей «Конте ди Кавур» и «Андреа Дориа».
В 1916 году получил звание лейтенант-командор и принял под свое командование эскадренный миноносец «Ардито», во главе которого привлекался к проводке многих конвоев. В сентябре 1917 года командир эсминца «Ардито» отличился в морском бою в северной части Адриатического моря, за что получил награду — бронзовую медаль «За воинскую доблесть». В декабре 1918 года, уже после завершения войны, за проявленные мужество и высокие командирские качества был награждён Крестом «За военные заслуги».
После окончания войны остался на военной службе и уже в 1919 году получил звание командор, а в 1926 году — капитан. Кампионе возглавлял военно-морскую лабораторию по изучению морских программ вооружения в Ла Специи. Впоследствии получил назначение на должность военно-морского атташе Италии в Париже.
В 1929 году назначен командиром линейного корабля «Кайо Дуилио».
В дальнейшем был начальником штаба первой эскадры флота на тяжелом крейсере «Триест». С мая 1930 по май 1931 года — командир тяжелого крейсера «Тренто».
В 1932 году капитан Иниго Кампионе получил первое адмиральское звание — контр-адмирал. В 1934 году он удостоен звания дивизионного адмирала и продолжил службу начальником кабинета министра ВМС Италии. Далее командовал пятой дивизией надводных сил во время Второй итало-эфиопской войны 1935—1936 годов.
В 1936 году дивизионный адмирал Иниго Кампиони повышен в ранге до звания адмирала эскадры (эквивалент вице-адмирала). 1938 году назначен на должность заместителя начальника штаба ВМС. Имея чрезвычайно высокий авторитет среди моряков и офицеров итальянского флота, в 1939 году стал командующим первой эскадрой использую в качестве флагманского линкор «Джулио Чезаре». В том же году он избран сенатором Королевства Италии.
10 июня 1940 года фашистская Италия вступила во Вторую мировую войну. Адмирал эскадры Иниго Кампиони командовал основной группировкой надводных сил итальянского флота в начале военной кампании, разгоревшейся на Средиземном море. Во главе этих сил адмирал принял участие в ряде сражений против британского флота, а именно: в битвах у Калабрии, отражении атаки на Таранто, противодействии операции «Уайт», боя у мыса Спартивенто.
Адмирал получил серьёзные обвинения со стороны руководства за провальную операцию, когда итальянский флот не смог дважды сорвать попытки британских сил провести конвои по Средиземному морю, несмотря на преимущество сил в пользу итальянцев. А после столкновения у мыса Спартивенто, когда Иниго Кампиони повел себя слишком осторожно и не приложил максимум усилий для разгрома сил противника, адмирала 8 декабря 1940 года отстранили от должности, на которую был назначен Анжело Иакино. Адмирал эскадры Иниго Кампиони получил назначение на предыдущий пост — заместителя начальника штаба ВМС. Однако, такие негативные последствия от его руководства флотом в боях не помешали ему получить награду и стать Командором Военного Савойского ордена за свои достижения.
15 июля 1941 года адмирал Кампиони получил назначение на должность губернатора и командующего всеми итальянско-германскими силами на Итальянских Эгейских островах и в регионе.
В ноябре 1941 года он достиг возраста 65 лет и был переведён во вспомогательный резерв флота, одновременно его оставили на активной службе в качестве губернатора и командующего на Эгейских островах.
8 сентября 1943 года после скрытных переговоров с союзниками Италия объявила о своем выходе из войны. Эта новость застала адмирала у себя в штаб-квартире на острове Родос. Он отказался от сотрудничества с немцами, предупредив своих офицеров, что бывшие союзники по Оси непременно попытаются захватить острова. 11 сентября 1943 года итальянские войска на острове Родос сдались немцам, которые захватили командующего в плен.
Сначала немцы разместили пленного адмирала в лагере военнопленных в Шоккене на территории немецкой провинции Позен. В январе 1944 года Иниго Кампиони перевезли в Северную Италию, которая находилась тогда под контролем Итальянской социальной республики Муссолини. Там бывшего военного бросили в тюрьму в Вероне.
Кампиони неоднократно отказывался от сотрудничества с фашистским правительством Социальной республики, мотивируя это тем, что это правительство является незаконным, так как существует официальное правительство Итальянского королевства, и есть король страны, которому он присягал. Разъярённые фашистские власти предали его военному трибуналу по обвинению в государственной измене. Трибунал приговорил Кампиони к смертной казни. Впоследствии посланники Муссолини предложили отменить этот приговор при условии, что адмирал признает «законное правительство» Италии. Адмирал отказался от этого.
24 мая 1944 года вице-адмирал Иниго Кампиони был расстрелян вместе с контр-адмиралом Луиджи Мачерпа в городском сквере Пармы.
В ноябре 1947 года правительство Итальянской республики наградило мужественного военно-морского военачальника золотой медалью «За воинскую доблесть», посмертно. Тело казненного адмирала было погребено на военном кладбище города Бари.